# NGC 1355
NGC 1355 је лентикуларна галаксија у сазвежђу Еридан која се налази на NGC листи објеката дубоког неба.
Деклинација објекта је - 4° 59' 54" а ректасцензија 3h 33m 23,5s. Привидна величина (магнитуда) објекта NGC 1355 износи 13,3 а фотографска магнитуда 14,3. NGC 1355 је још познат и под ознакама MCG -1-10-2, PGC 13169.